# Eleanor Rigby
«Eleanor Rigby» es una canción del grupo musical The Beatles lanzada simultaneámente en el álbum Revolver y como sencillo doble cara-A. La canción fue escrita principalmente por Paul McCartney y acreditada a Lennon/McCartney. Con un doble cuarteto de cuerdas orquestado por George Martin y la llamativa letra sobre la soledad, la canción hizo continuar la transformación del grupo, principalmente en el rock y el pop haciendo ver una banda de estudio más seria y experimental. Rolling Stone la puso en el puesto número 137 de su listado de las 500 mejores canciones de la historia.

## Composición
McCartney siempre sostuvo que el nombre "Eleanor" lo tomó de la actriz Eleanor Bron (quien actuó en la película Help!) y el apellido "Rigby" era una tienda de abastos ubicada en la ciudad de Bristol. Pero durante la época de los 80, alguien encontró una tumba en el patio de la iglesia St. Peter (lugar donde se conocieron Lennon y McCartney), cuyo epitafio tenía grabado el nombre de Eleanor Rigby (muerta el 10 de octubre de 1939 a la edad de 44 años).
Al respecto, McCartney declaró:

"El patio de la iglesia St. Peter era un lugar que John y yo frecuentábamos regularmente, es posible que haya visto la tumba con el nombre y quizás inconscientemente lo haya recordado o relacionado; quizás mi memoria se clavó particularmente en ese recuerdo, o en el nombre, Eleanor. Pero el nombre no me resultaba suficiente, quería un apellido poco común, y recuerdo un día, caminando con Jane por la ciudad de Bristol, divisé una tienda con el nombre Rigby, y pensé 'eso es, ya lo tengo'."

En la avenida Stanley Street, Liverpool, se encuentra la estatua de una mujer sentada en un banco, diseñada por Tommy Steele y con la leyenda "Dedicated to All the Lonely People".

## Grabación
La canción fue grabada entre los días 28 y 29 de abril, y el 6 de junio de 1966, en los estudios 2 y 3 de EMI Studios, con Paul McCartney como voz principal y John Lennon y George Harrison haciendo los coros. Los demás músicos que participaron en la grabación de este tema son: Tony Gilbert, Sidney Sax, John Sharpe y Jurgen Hess en los violines; Stephen Shingles y John Underwood en las violas, y Derek Simpson y Norman Jones en los violonchelos. 
En 2008, se subastó un documento acerca de Rigby. El manuscrito es un registro salarial del hospital de la ciudad de Liverpool y presenta el nombre y la firma de E. Rigby, una asistente de cocina que había firmado por su pago mensual. Sus ganancias anuales sumaban 14 libras. Este documento estaba en poder de Paul McCartney hasta que fue donado para una fundación de ayuda a las personas con discapacidad.

## En directo
La canción nunca fue interpretada en directo por el grupo, ya que a mediados de 1966 dejaron de hacer giras. Es por este motivo que ninguna canción del álbum Revolver fue tocada en vivo por el grupo.
No obstante, con posterioridad, Paul McCartney sí la ha interpretado en sus giras en solitario.

## Créditos
- Paul McCartney - voz principal y coros
- John Lennon - coros
- George Harrison - coros
- Tony Gilbert - violín
- Sidney Sax - violín
- John Sharpe - violín
- Juergen Hess - violín
- Stephen Shingles - viola
- John Underwood - viola
- Derek Simpson - violonchelo
- Norman Jones - violonchelo

## Posición en las listas
| Año  | País           | Lista               | Canción                            | Posición | Semanas N.º 1 | Semanas en lista |
| ---- | -------------- | ------------------- | ---------------------------------- | -------- | ------------- | ---------------- |
| 1966 | Reino Unido    | Record Retailer     | «Yellow Submarine»/«Eleanor Rigby» | 1        | 4             | 13               |
| 1966 | Reino Unido    | New Musical Express | «Yellow Submarine»/«Eleanor Rigby» | 1        | 4             |                  |
| 1966 | Reino Unido    | Melody Maker        | «Yellow Submarine»/«Eleanor Rigby» | 1        | 3             | 12               |
| 1966 | Estados Unidos | Billboard Hot 100   | «Eleanor Rigby»                    | 11       | —             | 8                |
| 1966 | Estados Unidos | Record World        | «Eleanor Rigby»                    | 16       | —             |                  |
| 1966 | Estados Unidos | Cash Box            | «Eleanor Rigby»                    | 12       | —             |                  |

## Otras versiones
- La banda Vanilla Fudge realizó una versión psicodélica de ocho minutos, que incluyeron en su álbum debut homónimo.
- El grupo The Latin Dimensions en el año de 1967 grabó una versión en salsa de esta canción en el álbum It's a Turned on Wor
- El músico Ray Charles realizó una versión de la canción en el año 1968.
- En 1969 Caetano Veloso la incluyó como parte de su álbum Qualquer coisa.
- En 1970 el pianista de jazz Mal Waldron, en su álbum "Spanish Bitch", hizo una versión instrumental del tema.
- En 1970 la cantante Aretha Franklin incluyó una versión en su álbum The Girl's In Love With You.
- En 1984 Paul McCartney compuso "Eleanor's Dream", una pieza de música clásica escrita para su película de 1984 Give My Regards To Broad Street, y que sirvió como una coda de 6 minutos de duración de "Eleanor Rigby" en el disco que incluye la banda sonora.
- La banda chilena Quilapayún realizó una versión andina de esta canción, que fue incluida en los álbumes oficiales de la banda Survarío de 1987 y Quilapayún ¡en Chile! de 1989.[16]
- En 1988, la banda estadounidense de thrash metal Realm incluyó una versión de este tema en su disco Endless War.[17]
- En 1998, la banda estadounidense de rock progresivo Kansas hizo una versión junto a la Orquesta Sinfónica de Londres.
- En el 2001, la banda estadounidense de Rock Industrial Godhead realizó una versión de este tema para el disco 2000 Years of Human Error.
- En 2002, O'Connor realizó una versión en el disco Dolorización. También en este año la banda sueca de metal industrial Pain lanzó su versión en el disco Nothing Remains The Same.
- En 2005, Thrice incluyó una versión de la canción en su álbum If We Could Only See Us Now.[18]
- En 2008, la banda argentina Eruca Sativa hace una versión de rock alternativo de esta canción en su disco La Carne.[19]
- En el 2009, el conocido violinista de origen estadounidense Joshua Bell y el cantante Frankie Moreno realizaron una versión de esta canción para violín y piano. Ésta fue interpretada por el mismo Moreno, y fue incluida en el álbum "At Home With Friends" de Bell.

## Iconografía

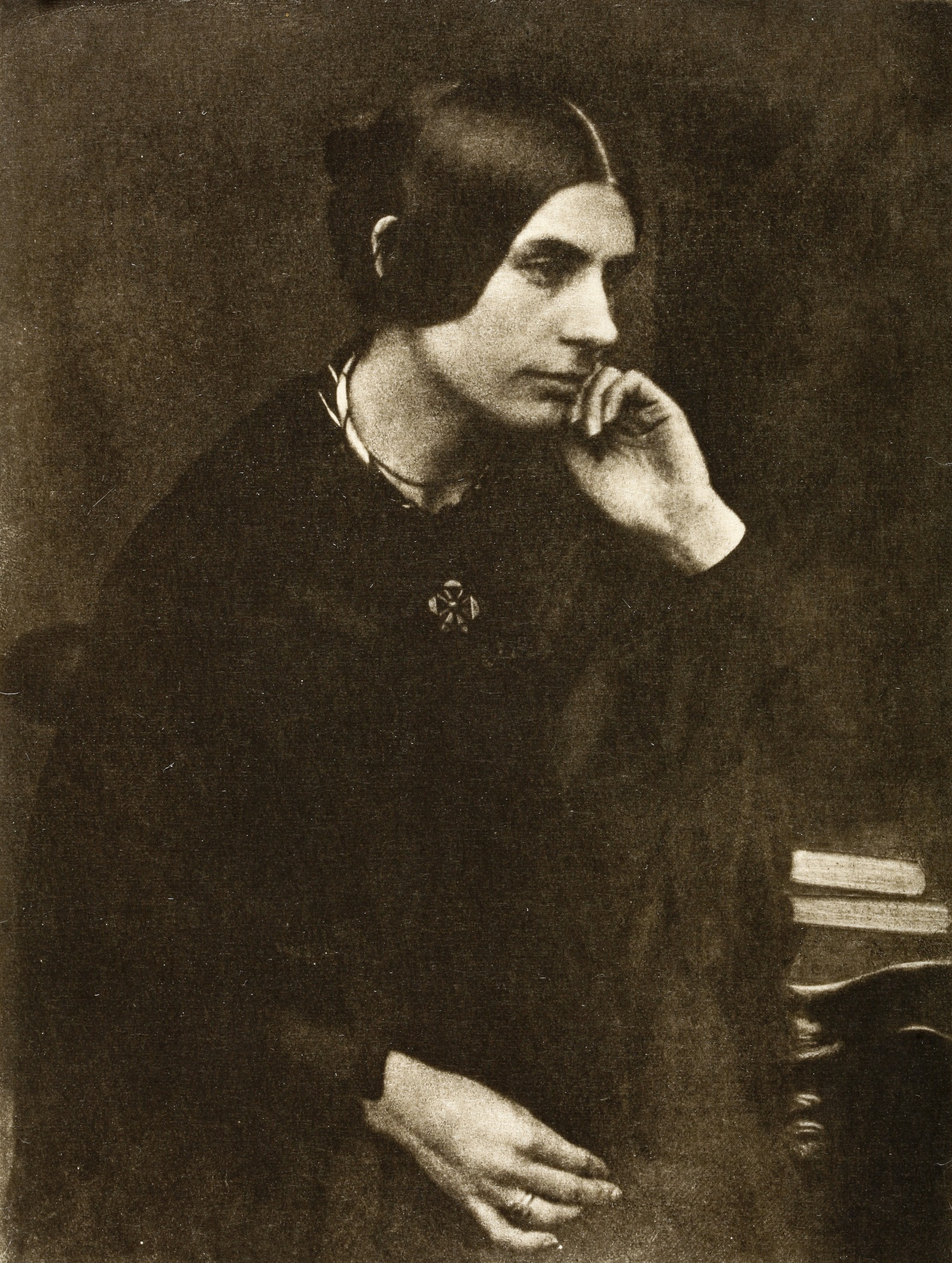
Retrato de la escocesa Eleanor Rigby hacia 1840, obra de David Octavius Hill (Scotland, 1802-1870) y Robert Adamson (Scotland, 1821-1848), publicado en 1910 y expuesto en el Museo de Arte del Condado de Los Ángeles.
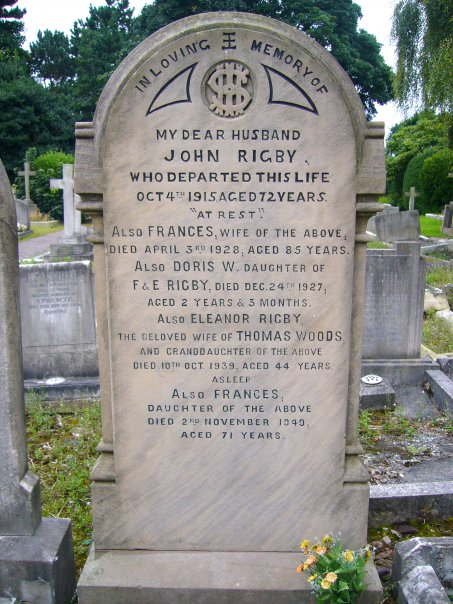
Lápida sobre la tumba de la Eleanor Rigby del Cementerio de Woolton, Liverpool. Supuestamente inspiradora del nombre y la historia de la Eleanor de Lennon y McCartney.
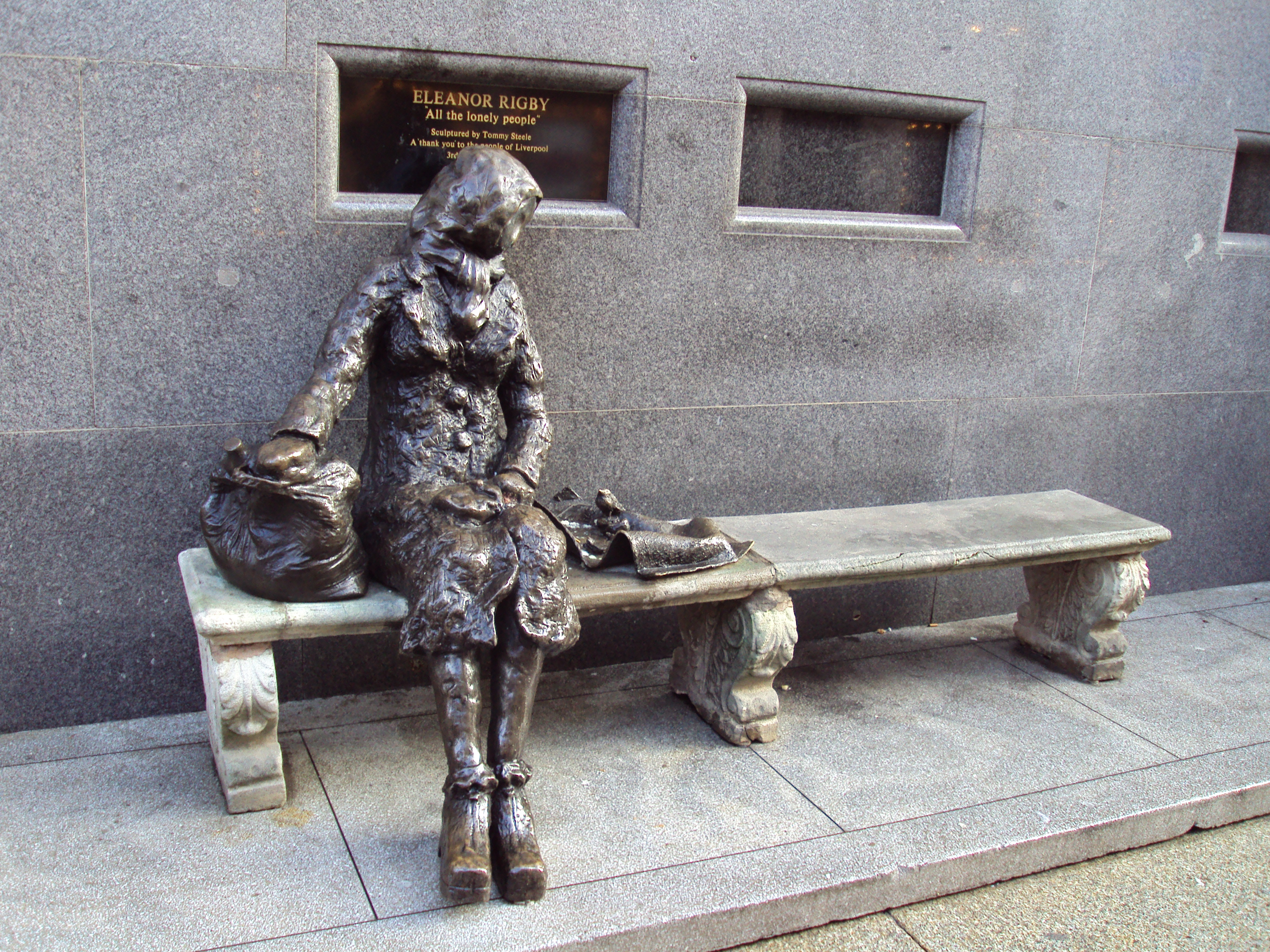
Escultura callejera de Tommy Steele en 2009, con la leyenda "Dedicated to All the Lonely People", en la Stanley Street de Liverpool.